# ミア・ハリファ
ミア・ハリファ (Mia Khalifa、1993年2月10日 -) は、レバノン出身アメリカ合衆国のメディア・パーソナリティ、Webカメラ・モデル、元ポルノ女優。ミア・ハリスタ(Mia Callista)としても知られている。
国際的には「レバノン大統領の名前は知らなくともハリファの名前は知っている」とされ、レバノン出身者としては随一の認知度を誇る。

## 来歴
1993年、レバノン共和国の首都ベイルートで生まれる。2001年、8歳の頃、紛争などの不安定な中東情勢のため、家族と共にアメリカ合衆国に亡命し、その後メリーランド州に定住。2014年10月にポルノ女優デビューすると、公開2ヶ月にしてPornhubで最も再生されたポルノ女優となった。
イスラム圏の民族衣装ヒジャーブをまとってポルノに出演したことを理由にISIL（イスラム国）から殺害予告を受けた一方で、インターネット上では在サウジアラビア米国大使に任命する署名が集められるなど、そのスキャンダルは国際的な批判と称賛の両方を受ける。